# Ross Nichols
Ross Nichols (1902 – 1975) è stato uno storico delle religioni e poeta britannico.
Ha fondato l'Ordine degli Ovati, Bardi e Druidi (OBOD) nel 1964. È stato un autore molto prolifico, divulgando temi legati al druidismo e alla mitologia celtica.

## Biografia
Ross Nichols fu amico di Gerald Gardner, con il quale condivideva la passione per la vita all'aria aperta e per il naturismo. Ma mentre Nichols era di idee progressiste, Gardner era più un conservatore. Inoltre mentre Gardner lavorò per introdurre la Wicca nel mondo odierno, Nichols si occupò di cambiare le pratiche dell'odierno Druidismo, ripulendolo delle varie incrostazioni cristianeggianti, risalenti ai secoli XVIII e XIX, quando i primi ordini druidici moderni furono fondati. Inizialmente egli fu infatti uno dei membri più notevoli dell'Antico Ordine Druidico, che poteva vantare di riunirsi sin dal 1717, ma alla fine se ne distaccò non condividendone più i metodi e le finalità. 
Egli introdusse un maggiore interesse verso la mitologia celtica e l'arte bardica, inoltre la celebrazione completa degli otto festival stagionali (Ruota dell'anno); ha riarrangiato poi gli insegnamenti del suo OBOD secondo tre gradi, in accordo con le testimonianze antiche sulla suddivisione dei Druidi in tre ordini.

## Opere scritte
Ross Nichols si è speso molto nell'approfondire la spiritualità celtica ed il druidismo nel XX secolo. La sua principale opera fu The Book of Druidry (Il Libro del Druidismo), che venne pubblicato postumo nel 1990.
Ha inoltre tradotto il libro del 1969 di Jean Baptiste (Paul Christian) The History and Practice of Magic.